# Fructooligosacàrid
Els fructooligosacàrids (FOS) de vegades anomenats oligofructosa o oligofructan, són oligosacàrids fructans, usats com substituts del sucre alternatius. Els FOS mostren nivells de dolçor situats entre el 30 i 50% del sucre en xarops preparats comercialment Es presenten de manera natural, i el seu ús comercial emergí en els anys 1980 en resposta a la demanda dels consumidors per aliments més saludables i baixos en calories.

## Química
Hi ha dues classes de mescles de fructooligosacàrids (FOS) produïdes comercialment a partir de processos de la degradació de la inulina o de transfructosilació
La degradació de la inulina, o polifructosa es pot fer per via enzimàtica o per via química. Aquest procés també es presenta en la natura i es pot trobar en plantes asteràcies com la nyàmera i la xicòira.
El procés de transfructosilació es prepara per l'acció del fong Aspergillus niger sobre la sacarosa.
Els fructooligosacàrids són més solubles que les inulines i, per tant, de vegades es fan servir com ingredient en els iogurts i altres productes lactis. Els fructooligosacàrids es fan servir especialment combinats amb edulcorants artificials dels quals en millora el reragust i el perfil de dolçor.